# Kreissynodalvorstand
Der Kreissynodalvorstand ist in der Evangelischen Kirche im Rheinland und in der Evangelischen Kirche von Westfalen das Leitungsgremium eines Kirchenkreises.
Der Kreissynodalvorstand wird von der Kreissynode aus ihrer Mitte gewählt und leitet in ihrem Auftrag den Kirchenkreis. Er besteht aus dem Superintendenten, dem Assessor (Stellvertreter des Superintendenten), dem Skriba (Stellvertreter des Assessors) und in der Regel vier, in Ausnahmefällen sechs Synodalältesten. Während die ersten drei Ämter von Theologen besetzt werden, sind die Synodalältesten stets Nicht-Theologen.
Den Vorsitz im Kreissynodalvorstand (wie auch in der Kreissynode) führt der Superintendent.
Die Amtsdauer beträgt acht Jahre, wobei alle vier Jahre entweder der Superintendent und der Skriba oder der Assessor sowie jeweils die Hälfte der Synodalältesten neu gewählt werden.